# Panojeviće
Panojeviće (en serbe cyrillique : Панојевиће) est un village de Serbie situé dans la municipalité de Raška, district de Raška. Au recensement de 2011, il comptait 179 habitants.

## Démographie
| 1948 | 1953 | 1961 | 1971 | 1981 | 1991 | 2002 | 2011 |
| ---- | ---- | ---- | ---- | ---- | ---- | ---- | ---- |
| 277  | 313  | 341  | 311  | 235  | 195  | 184  | 179  |

|  |